# یواس‌اس وایت‌فیش (اس‌اس-۴۳۲)
یواس‌اس وایت‌فیش (اس‌اس-۴۳۲) (به انگلیسی: USS Whitefish (SS-432)) یک زیردریایی بود که طول آن ۳۱۱ فوت ۹ اینچ (۹۵٫۰۲ متر) بود.